# Nannastacus stebbingi
Nannastacus stebbingi is een zeekommasoort uit de familie van de Nannastacidae. De wetenschappelijke naam van de soort is voor het eerst geldig gepubliceerd in 1904 door Calman.